# Tarentola substituta
Espèce
Synonymes
- Tarentola caboverdiana substituta Joger, 1984

Statut de conservation UICN

 LC  : Préoccupation mineure
Tarentola substituta est une espèce de geckos de la famille des Phyllodactylidae.

## Répartition
Cette espèce est endémique de São Vicente dans les îles du Cap-Vert. Elle a probablement été introduite sur Santo Antão.

## Taxinomie
Tarentola caboverdiana substituta a été élevée au rang d'espèce par Vasconcelos, Perera, Geniez, Harris & Carranza en 2012.

## Publication originale
- Joger, 1984 : Die Radiation der Gattung Tarentola in Makaronesien. Courier Forschungsinstitut Senckenberg, vol. 71, p. 91-111.